# Dralístico
Carlos Muñoz Gonzalez es un luchador profesional mexicano. quien actualmente compite en All Elite Wrestling (AEW). Es conocido por haber luchado en el Consejo Mundial de Lucha Libre (CMLL) de 2010 a 2021, bajo el nombre de Místico II y anteriormente luchaba como Dragon Lee, El 20 de junio de 2012 CMLL realizó una conferencia de prensa en donde Fray Tormenta dijo que Dragon Lee lo impresionó en el torneo «Busca tu Ídolo» y que lo quería a cargo del papel de Místico nueva Era. En agosto de 2021 salió del CMLL como agente libre. Desde el 2 de septiembre de 2021 lucha bajo el nombre de Dralístico.  Fue entrenado por su padre y su hermano que también son luchadores Mexicanos como su padre el La Bestia del Ring , sus Tíos The Pitbull y Franco Colombo o Rush su hermano
 También ha luchado en Japón y Europa a través de las asociaciones de CMLL con otras promociones como Revolution Pro Wrestling y New Japan Pro-Wrestling, así como en el circuito independiente mexicano, es hermano de los luchadores  Rush y Dragon Lee.

## Carrera

### Consejo Mundial de Lucha Libre (2010-2021)
Después de pasar dos años de entrenamiento con su padre Toro Blanco, Rush hermano y tíos Franco Colombo y Pitbull, Dragon Lee entró al Consejo Mundial de Lucha Libre (CMLL). Debutando el 25 de noviembre de 2010, cuándo participó en el concurso de culturismo anual de CMLL, donde terminó ganando la categoría. de principiante. Dragon Lee hizo su debut en la lucha libre el 4 de enero de 2011, cuando, trabajando como Face o Técnico, se asoció con Fabián el Gitano y Starman en un Six pack Tag Team Match, donde fue derrotado por Arkangel de la Muerte, Zavala Bobby y Skandalo.  Lee comenzó su carrera como miembro del Stable Generación 2011, que también incluyó a los debutantes hermanos Bobby Zavala, Enrique Vera, Jr., Hombre Bala Jr., Magnus, Signo, Jr. y Súper Halcón Jr., En los meses siguientes, Lee luchó principalmente en seis partidos del equipo del hombre con la etiqueta y en contra de sus stablemates,  antes de ser puesto en su primera gran el programa del mes de abril siguiente, cuando entró en la ONU Forjando Ídolo ("Forjando un ídolo"). del torneo.Con una victoria y dos derrotas, Dragon Lee terminó cuarto en su bloque y no pudo avanzar en el torneo.  En 17 de abril, obtuvo la victoria más grande de su carrera ganando una batalla de 10 Hombres. El 31 de mayo, Dragon Lee entró en un torneo para determinar el nuevo CMLL World Super Champion del peso ligero, pero fue eliminado en la semifinal de torneo cibernético. Lee recibió una oportunidad por el título contra el ganador del torneo, Virus, el 28 de noviembre, pero no pudo destronar al campeón defensor. El 6 de marzo de 2012, Dragón Lee entró en la Nueva Sangre ganando un torneo de ocho hombres. El 20 de marzo, Lee derrotó a Raziel en la final para ganar el torneo.  El 30 de marzo, Dragon Lee entró en el Torneo Gran Alternativa 2012, trabajo en equipo con su hermano Rush. Después de las victorias sobre los equipos de Bobby Zavala y Bucanero Rey, y de Niebla Roja y Guerrero del mes pasado, los hermanos fueron eliminados en las semifinales por Euforia y El Terrible,, que llegó a ganar el torneo.  Lee la segunda vuelta de los torneos continuó el mes siguiente con el En busca de la ONU programa de televisión Ídolo del torneo la realidad, donde terminó tercero y estuvo a punto de avanzar a la final. El 16 de junio, Los Estetas del Aire derrotaron a Los Guerreros Laguneros (Euforia, Niebla Roja & Último Guerrero) para ganar el CMLL World Trios Championship.
El 25 de agosto de 2021, Místico anunció su salida de la empresa tras 11 años.

### Lucha Libre AAA Worldwide (2021-presente)
El 4 de septiembre de 2021 se anunció que Dralístico se había incorporado a La Facción Ingobernable, junto a su padre y sus hermanos. El 9 de octubre, en Héroes Inmortales XIV, Dralístico hizo su debut para Lucha Libre AAA Worldwide (AAA), cuando él y Dragon Lee desafiaron a Lucha Brothers (Fénix & Pentagón Jr.) por el Campeonato Mundial en Parejas de AAA, luego de haber retenido el título sobre Los Jinetes del Aire (El Hijo del Vikingo & Laredo Kid).

## Campeonatos y logros
- Consejo Mundial de Lucha Libre
  - Campeonato Mundial de Peso Wélter del CMLL (1 vez)'
  - Campeonato Mundial en Parejas del CMLL (1 vez) – con Carístico
  - Campeonato Mundial de Tríos del CMLL (2 veces) – con Máscara Dorada & Valiente[15]
  - Concurso de Fisicoculturismo - Principiante (2011)
  - Torneo Sangre Nueva (2012)

- Lucha Libre AAA Worldwide
  - Campeonato Mundial en Parejas de AAA (1 vez) - con Dragon Lee

- Lucha Libre Azteca
  - Campeonato Azteca de LLA (1 vez)[18]

## Otros Medios
Como Místico:
- La Sobremesa deCadenatres En 2012
- República Deportiva (Univisión) En 2013
- Tercera Caída de TVC Deportes (PCTV) Em2014
- El Hormiguero MX de TV Azteca En 2015